# Hopfenohe
Die 1939 abgesiedelte Ortschaft und Gemeinde Hopfenohe lag im heutigen Truppenübungsplatz Grafenwöhr, 4 km ostwärts von Auerbach an der Bezirksstraße Auerbach–Eschenbach 557 m hoch auf der europäischen Wasserscheide.  Sie gehört zum Gemeindegebiet der Stadt Grafenwöhr.

## Geschichte
Es war eine der ältesten Ansiedlungen des Raumes. Die erste urkundliche Erwähnung erfolgte jedoch erst im 11. Jahrhundert unter der Bezeichnung „Hopfenalte“. In einer Urkunde aus dem Jahre 1119 heißt der Ort „Hopfenahe“. Am 6. Juli des Jahres 1008 kam Hopfenohe an das Hochstift Bamberg. Der Kastler Grafenlinie entstammte Graf Friedrich III. von Hopfenohe-Pettendorf-Lengenfeld, der um Auerbach viele Lehen innehatte.
Die nur aus dem Dorf Hopfenohe bestehende Gemeinde Hopfenohe wurde 1939 im Zuge der Truppenübungsplatzerweiterung abgesiedelt (nachträglich durch Bekanntmachung des Bayerischen Staatsministerium des Innern vom 22. August 1951 verfügt). Die Pfarrei Hopfenohe wurde ebenfalls aufgelöst. Das Dorf selbst bestand damals aus 26 Häusern und ca. 200 Einwohnern.
Das Dorf blieb bis 1945 vollständig erhalten, da Zielbauarbeiter des Übungsplatzes dort wohnten. Bei den letzten Kampfhandlungen des Zweiten Weltkrieges wurde am 19. April 1945 die St.-Martins-Kirche in Troschenreuth durch US-Artillerie in Brand geschossen und vollständig zerstört. Für den Wiederaufbau stellte der Erzbischof von Bamberg einvernehmlich mit Johann Ritter, dem Pfarrer von Auerbach, der bis 1938 in Hopfenohe war, die Inneneinrichtung der Hopfenoher Kirche zur Verfügung. Daraufhin wurde das Dorf geräumt und zum Abbruch bzw. zur Baumaterialgewinnung für den Wiederaufbau im Zweiten Weltkrieg zerstörter Ortschaften freigegeben. Die Reste wurden mit Ausnahme der Kirchenruine von den US-Amerikanern geschleift.
Das seit 1939 gemeindefreie Gebiet wurde am 1. Juli 1978 in die Stadt Grafenwöhr eingegliedert.